# Cristhian Mosquera
Cristhian Mosquera, född 27 juni 2004 i Alicante, är en spansk fotbollsspelare som spelar för den engelska storklubben Arsenal.

## Karriär
Diego López inledde sin seniorkarriär i Valencia CFs B-lag år 2021. Han debuterade för dess A-lag samma år. Han har representerat Spanien på flera ungdomsnivåer sedan 2018. Han blev olympisk guldmedaljör i fotboll vid olympiska sommarspelen 2024 i Paris efter att Spanien slagit Frankrike i finalen.